# E.A. Poe
E.A. Poe foi um grupo italiano de rock progressivo ativo durante a década de 1970.

## História
A banda é proveniente de Ornago, próximo a Milão, cuja identidade de seus participantes permaneceu ignorada até pouco tempo, e que publicou um belíssimo álbum para a gravadora Kansas em 1975.
O grupo se formou em torno de 1967 como Angelo e gli Spaceman. O líder, Angelo, era o mais velho do que os outros três, todos garotos de 11 ou 12 anos. Quando Angelo largou o grupo, em 1969, os outros continuaram e o nome E.A. Poe foi usado pela primeira vez em 1970. Primeiramente o repertório era de covers de Led Zeppelin, Grand Funk Railroad, Deep Purple, depois começou a compor um material original, alcançando uma boa atividade ao vivo na área milanesa.
O álbum Generazioni (Storia di sempre) foi gravado em somente três dias durante setembro de 1974 e contém alguns dos melhores elementos do progressivo italiano. Teclados de inspiração clássica, bom trabalho de guitarra, sessão rítmica potente. Como em muitas outras produções menores, a voz é o ponto mais frágil, mas as partes cantadas são breves. O álbum contém sete músicas, não particularmente longas, e entre as coisas melhores estão a inicial Prologo, a delicada Ad un vecchio com uma fluída introdução de piano e Generazioni.
O grupo continuou a tocar até o final de 1976, gravando dois singles para a etiqueta Shark, com o nome completo de Edgar Allan Poe. O guitarrista Roberto Bertazzi substituiu Ronco, que partiu para o serviço militar. No primeiro dos dois singles, o bandolim, tocado por Lello Foti, era o instrumento mais presente.

## Formação
- Giorgio Foti (teclado, voz)
- Beppe Ronco (guitarra, bandolim)
- Lello Foti (bateria)
- Marco Maggi (baixo)

## Discografia

### LP
- 1975 - Generazioni (storia di sempre), Kansas (5300 503 A)

### CD
- 1991 - Generazioni (storia di sempre), Vinyl Magic (VM 027)